# Bishopsgate
Bishopsgate je ulice a čtvrť na východě londýnského obvodu City. Čtvrť a ulice byly pojmenovány po bráně v londýnských hradbách, které postavili Římané okolo Londinia (název Londýna v době vlády Římanů) na ochranu města.
Ulice Bishopsgate vede na sever od Gracechurch Street k Norton Folgate a tvoří část komunikace A10. Nejbližší stanice metra a železnice je Liverpool Station.
Významné instituce a události:
- hospoda Dirty Dick's poblíž stanice Liverpool Station
- vzdělávací ústav - Bishopsgate Institute
- kostel St Ethelburga's church
- hlavní londýnské kanceláře bank – Royal Bank of Scotland, ABN AMRO a Evropské banky pro obnovu a rozvoj
- 24. dubna 1993 výbuch bomby nastražené IRA zabil jednoho novináře, zranil více než 40 lidí a způsobil škody ve výši 350 miliónů liber, včetně poškození St Ethelburga's church a stanice metra Liverpool Station.
- byla také zmíněna v písni Being For The Benefit Of Mr. Kite od The Beatles